# Стоянка Мутафова
Стоянка Мутафова (народилася як Стояна Костянтинова Мутафова, болг. Стояна Константинова Мутафова, нар. 2 лютого 1922, Софія, Болгарія — 6 грудня 2019) — видатна болгарська акторка. Почесна громадянка Софії. За свою кар'єру зіграла у 53 театральних виставах та 25 фільмах.
Мутафова була кандидатом до книги рекордів Гіннеса як акторка з найдовшою професійною кар'єрою. Отримала псевдонім Пані Стихійне Лихо та Королева болгарської комедії. У віці 94 років 2016 року вона виступала з гастролями у найбільших містах США, Канади, Нідерландів, Швейцарії, Великої Британії та Німеччини.

## Біографія
Народилась у Софії 1922 року. Тут же і закінчила місцевий університет за спеціальністю класична філологія. Пізніше вивчала акторське мистецтво у Празі. 1949—1956 — грала у численних виставах національного театру «Іван Вазов». Була співзасновницею театру «Алеко Констанинов», де вона виступала з 1957 по 1991 рік.
2005 року виступала у п'єсі «Астронавти» разом з Георгі Калоянчевим.

## Фільмографія
- Точка първа (1956)
- Любимец № 13 (1958)
- Специалист по всичко (1962)
- Джеси Джеймс срещу Локум Шекеров (1966)
- Привързаният балон (1967)
- Бялата стая (1968)
- L'amante di Gramigna (1969)
- Кит (1970)
- Езоп (1970)
- Бягство в Ропотамо (1973)
- Нако, Дако и Цако — моряци (1974)
- Темната кория (1977)
- Топло (1978)
- Патиланско царство (1980)
- Баш майсторът н-к! (1983)
- Наследницата (1984)
- Бронзовият ключ (1984)
- Федерацията на династронавтите (1984) — телесеріал
- Пантуди (1993)
- Големите игри (1999)
- Стъклени топчета (1999)
- Рапсодия в бяло (2002)
- Столичани в повече (2011—2016) — телесеріал